# Alexander Meyer (calciatore 1991)
Alexander Niklas Meyer-Schade noto semplicemente come Alexander Meyer (Bad Oldesloe, 13 aprile 1991) è un calciatore tedesco, portiere del Borussia Dortmund.

## Caratteristiche tecniche
È un portiere che fa dell'altezza (195 cm) il proprio punto di forza. Abile nelle uscite, è particolarmente bravo nel parare i calci di rigore.

## Carriera
Cresciuto nelle giovanili dell'Oldesloe, sua città natale, nel 2005 entra a far parte del settore giovanile dell'Amburgo. Nel 2010 esordisce con l'Amburgo II in Regionalliga. Dal 2012 al 2016 milita tra le file dell'Havelse. Nella stagione 2016-17 si trasferisce all'Energie Cottbus e contribuisce alla vittoria della Coppa di Brandeburgo. In virtù della vittoria della coppa regionale, disputa il primo turno di DFB Pokal contro lo Stoccarda. Messosi in mostra, parando finanche un rigore, viene acquistato dal club di Bundesliga per assurgere al ruolo di terzo portiere. Con i Roten non trova spazio e dopo qualche apparizione con lo Stoccarda II, si trasferisce allo Jahn Ratisbona in 2. Bundesliga. Esordisce coi Jahnelf il 27 ottobre 2019 in occasione del pari esterno per 1-1 in casa del Norimberga.
Il 27 maggio 2022 firma un biennale per il Borussia Dortmund, club di Bundesliga, come vice di Gregor Kobel. L'8 luglio 2023 viene confermato dal Borussia Dortmund con un rinnovo di contratto fino al 2025.